# Абдуллин, Денис Маратович
Дени́с Мара́тович Абду́ллин (род. 1 января 1985, Магнитогорск, СССР) — российский хоккеист. Мастер спорта.

## Биография
Родился и вырос в Магнитогорске. Там же начал заниматься спортом. Воспитанник магнитогорской хоккейной школы. Воспитывает сына Никиту.
Спортивную карьеру начал в фарм-клубе магнитогорского «Металлурга». В 2004 году подписал контракт с клубом «Молот-Прикамье», в составе которого провёл 23 игры, набрал 3 очка, забив 2 шайбы и сделав голевую передачу.
Сезон 2005/06 начал в челябинском «Тракторе», но вскоре перешёл в тольяттинскую «Ладу». В 27 матчах регулярного сезона набрал 4 очка и 38 минут штрафа. В плей-офф провёл 7 матчей, в которых забивает 2 шайбы.
Перед сезоном 2006/07 подписал контракт с магнитогорским «Металлургом», однако, сыграв всего 8 матчей и забив единственную шайбу, провёл большую часть сезона во второй команде «Магнитки». Перед завершением сезона перешёл в нижнекамский «Нефтехимик», в котором провёл 4 игры в регулярном чемпионате и 2 в плей-офф, не набрав очков.
В межсезонье вернулся в «Ладу», за которую в 44 матчах регулярного чемпионата сезона 2007/8 забил 10 шайб и отдал 9 голевых передач, набрав при этом 48 минут штрафа. В четырёх матчах плей-офф очков не набирал.
Сезон 2008/09 начал в новом клубе — балашихинском ХК МВД. За сезон он сыграл всего 22 матча и набрал 3 очка, не всегда попадая в основной состав.
В межсезонье после тренировочного сбора в Пинске главный тренер команды Олег Знарок принял решение отправить форварда в тверской клуб «ТХК», являющийся фарм-клубом балашихинской команды. Сезон Абдуллин закончил в хабаровском «Амуре».
Далее в карьере игрока были годичные выступления за родной магнитогорский «Металлург» (сезон 2010/11) и «Автомобилист» (сезон 2011/12), после чего он перешёл в казанский «Ак Барс». В ноябре 2013 года подписал контракт с челябинским «Трактором».
С ноября 2014 года выступал за ТХК.
Играл за сборную России а апреле 2012 года в товарищеских матчах.
Обладатель Континентального Кубка 2006 г.
Окончил Уральскую академию физической культуры и спорта (тренер по хоккею и зимним видам спорта), Магнитогорский государственный университет (психолог).
Основал хоккейную академию Дениса Абдулина.

## Статистика
| Легенда | Легенда                    | Легенда | Легенда                   | Легенда | Легенда    |
| ------- | -------------------------- | ------- | ------------------------- | ------- | ---------- |
| И       | Количество проведённых игр | Штр     | Штрафное время            | +/−     | Плюс-минус |
| Г       | Голы                       | П       | Голевые передачи          | О       | Очки       |
| -       | Статистика неизвестна      | —       | Статистика не учитывалась |         |            |

### Клубная карьера
- a В этом сезоне в «Плей-офф» учитывается статистика игрока в Кубке Надежды.